# Testimoni de la Veritat
El Testimoni de la Veritat és el tercer manuscrit del Còdex IX dels Manuscrits de Nag Hammadi. Aquest text, trobat a Nag Hammadi el 1945 en molt mal estat, està massa fragmentat en algunes parts per a poder-lo llegir, i de vegades no és possible una comprensió correcta.

## Contingut
El text és molt diferent d'altres textos cristians, ja que no presenta el martiri com un fet per a ser glorificat.
| « | " Els insensats, creient dins del seu cor que si confessen "Som cristians", només amb la paraula, però no amb el poder, al lliurar-se a una mort humana sense saber cap on van o qui és Crist, pensen que viuran. Però realment estan en un error, es precipiten cap als principats i les autoritats." | » |

i més endavant
| « | "Però quan es "tornen perfectes" amb la mort d'un [màrtir], aquest és el pensament que tenen en el seu interior: "Si ens entreguem a la mort per causa del Seu Nom, serem salvats". Aquestes qüestions no es resolen així. Però com fa l'acció de les estrelles errants, diuen que "han completat" el seu "curs" inútil, i […] diuen, [...]. Però aquests […] s'han lliurat ..." | » |

El Testimoni de la Veritat també narra la història del Jardí de l'Edèn des del punt de vista de la serp. La serp, que a la literatura gnòstica s'interpreta com el principi de la saviesa divina, convenç Adam i Eva perquè participin en el coneixement, mentre que "el Senyor" (el Demiürg) els amenaça amb la mort si ho fan, i intenta per tots els mitjans que no arribin al coneixement. Quan ho aconsegueixen els expulsa del Paradís.